# Halid Bešlić
Halid Bešlić (Knežina, 20 novembre 1953) è un cantante bosniaco.

## Discografia
- 1981 – Sijedi starac
- 1982 – Pjesma samo o njoj
- 1984 – Dijamanti...
- 1985 – Zbogom noći, zbogom zore
- 1986 – Otrov
- 1986 – Zajedno smo jači
- 1987 – Eh, kad bi ti rekla mi, volim te
- 1988 – Mostovi tuge
- 1990 – Opet sam se zaljubio
- 1991 – Ljiljani
- 1993 – Grade moj
- 1996 – Ne zovi me, ne traži me
- 1999 – Robinja
- 2000 – U ime ljubavi
- 2003 – Prvi poljubac
- 2007 – Halid 08
- 2013 – Romanija